# Far de Barbaria
El far de Barbaria és un far situat a l'illa de Formentera, construït el 1971. Té una altura de 78 m i un abast màxim de llum intermitent de 18 milles. No disposa de construccions auxiliars propers i es troba a prop de la torre de defensa d'es Garroveret i la cova Foradada. El Cap de Barbaria, on es troba el far, és una àrea amb una llarga història a Formentera. Tot i que el far es va projectar el 1924, no es va construir fins al 1971.
El Cap de Barbaria és una àmplia porció de Formentera, una comarca o vénda que pertany a la parròquia de Sant Francesc Xavier. És un territori que va estar habitat pels primers pobladors de l'illa (a la prehistòria) fa quatre mil anys.
Durant la repoblació de Formentera, a finals del segle xvii, la major part del Cap de Barbaria es va reservar a la Corona d'Espanya. D'aquí sorgeixen alguns topònims de la zona com el camí del Rei o el pla del Rei. El monarca va fer construir (1760) la torre del cap de Barbaria, també anomenada torre d'es Garroveret, a prop del far del cap de Barbaria (1971).